# Sinophorus striatus
Sinophorus striatus là một loài tò vò trong họ Ichneumonidae.